# Rhopalolemma rotundiceps
Rhopalolemma rotundiceps är en biart som beskrevs av Roig-alsina 1997. Rhopalolemma rotundiceps ingår i släktet Rhopalolemma och familjen långtungebin. Inga underarter finns listade i Catalogue of Life.